# Kasteel Baesveld

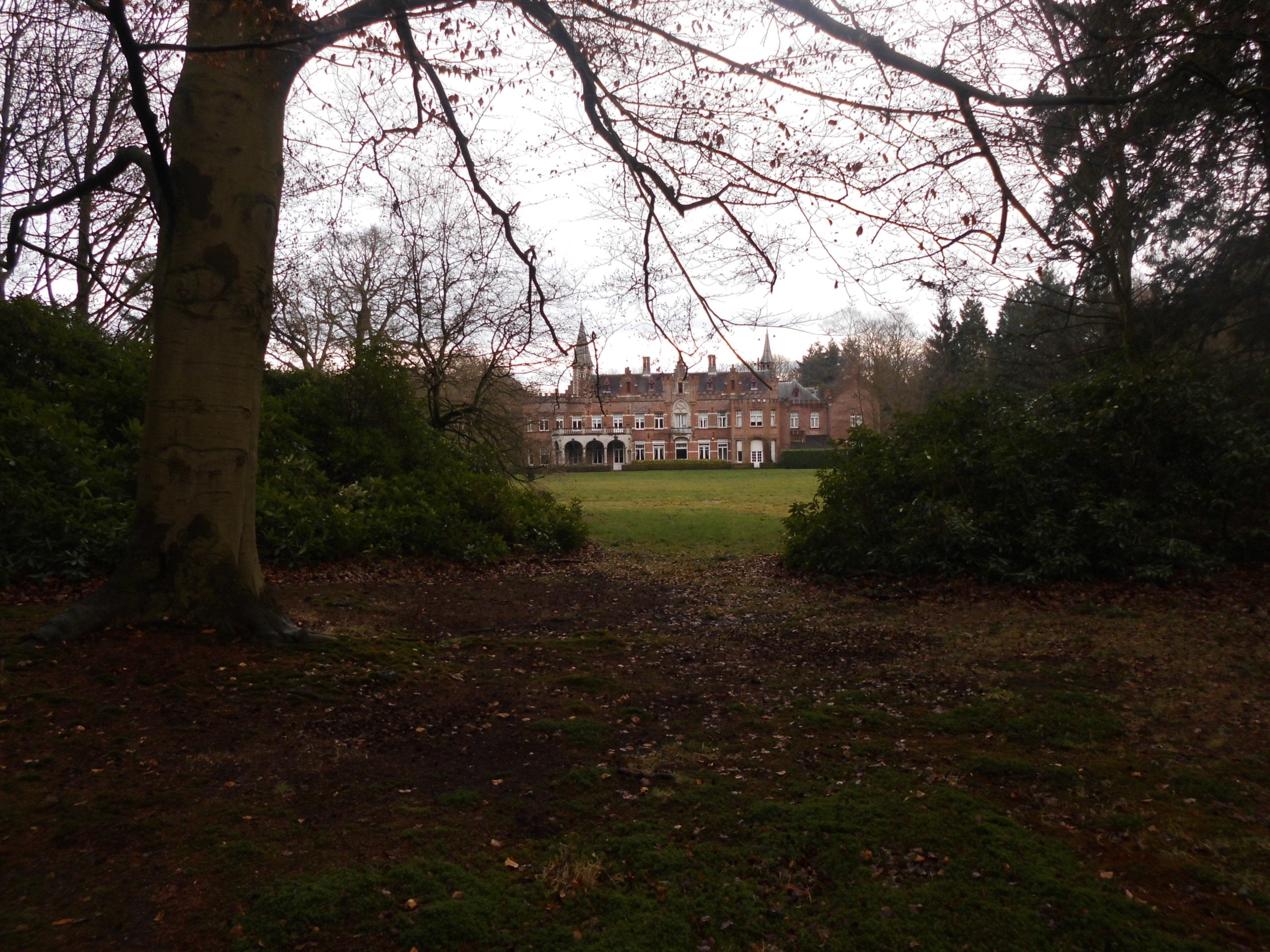
Kasteel Baesveld

Kasteel Baesveld is een kasteel met domein in de tot de West-Vlaamse gemeente Zedelgem behorende deelgemeente Loppem, gelegen ten oosten van de buurtschap De Leeuw, aan Baesveld 2-4.

## Geschiedenis
Oorspronkelijk lag hier een heideveld dat omstreeks 1800 werd ontgonnen nadat het was aangekocht door de familie Van Outryve de Merckem.
Het was Françoise van Outryve de Merckem die in 1797 trouwde met Patrice de Coninck, welke minister was onder het bewind van Koning Willem I. In die tijd (1815-1830) liet hij een jachthuis bouwen.
In 1830 werd België echter onafhankelijk. Het domein kwam toen in bezit van Aloïs de Vrière, die een rol in de totstandkoming van de Belgische staat heeft gespeeld. Het was zijn zoon, Adolphe de Vrière, die van 1850-1852 het jachthuis liet vergroten tot een kasteel. Dit werd in 1867 uitgebreid en voorzien van een oranjerie. In 1873 werd voor het eerst melding gemaakt van een kapel.
In 1879 volgde nog een uitbreiding en in 1894 werd de noordwestelijke hoektoren gebouwd.
Aangezien Raoul de Vrière in de schulden zat, moest het kasteel met domein in 1899 openbaar worden verkocht en kwam in het bezit van Gaston de Kerckhove d'Ousselghem. Deze overleed in 1943, waarna het grootste deel van het domein werd verkocht en alleen het zuidwestelijk deel in bezit bleef van de kasteelheren. De rest raakte versnipperd over een groot aantal eigenaren. Een van de deelgebieden is het gemeentelijk domein Merkenveld.

## Gebouw
Het kasteel is gebouwd in rode baksteen en in Vlaamse neorenaissancestijl uitgevoerd. In het trappenhuis vindt men een dubbele bordestrap in dezelfde stijl.

## Domein
Het park, de boomgaarden en de moestuin werden einde 19e eeuw aangelegd. Het park is aangelegd in Engelse landschapsstijl met vijvers en slingerende paden. Het wordt omsloten door bos.
Ten zuiden van het kasteel bevindt zich een hoeve.